# Горан Галешић
Горан Галешић (Бања Лука, 11. март 1989) српски и босанскохерцеговачки је фудбалер. Игра на позицији везног играча, а тренутно наступа за словеначки Копар.

## Каријера
Фудбалску каријеру је започео млађим селекцијама Борца из Бања Луке. Године 2007. придружио се словеначком клубу Горица, где је остао до лета 2010, када му је истекао уговор са клубом. У јуну 2010. године медији су објавили да је Галешић потписао трогодишњи уговор са београдским Партизаном. Међутим, у септембру 2010. године Галешић се вратио у Горицу након што нису успели преговори с Партизаном. Галешић је са Горицом потписао нови двогодишњи уговор са могућим продужењем на још годину дана.
Године 2012. потписао је једногодишњи уговор са белгијским клубом Берсхот и играо је на неколико мечева пре него што је пуштен у децембру исте године.
У јуну 2013. потписао је уговор са Хајдуком из Сплита, али три недеље касније, уговор је узајамно раскинут након континуираног вређања Галешића на националној основи од стране радикалне мањине Хајдукових навијача.
Галешић је затим потписао двогодишњи уговор са Ботевом из Пловдива 22. августа 2014. године. Дебитовао је за нови тим на пријатељској утакмици против клуба Раковски. На тој утакмици је постигао два гола, а Ботев је добио утакмицу резултатом 6:5.
Дебитовао је 12. септембра 2014. године у првенству Бугарске за Ботев Пловдив. Ушао је у игру као замена током другог полувремена у мечу против Лудогореца из Разграда. Асистирао је за гол саиграчу, али то није било довољно пошто је Ботев Пловдив изгубио утакмицу резултатом 2:1. Крајем 2014. године постао је слободан агент након споразумног раскида уговора са Ботев Пловдивом.
Дана 29. маја 2016. постигао је гол у победи молдавског клуба Шериф из Тираспоља. Управо његовим голом Шериф је освојио титулу првака Моладвије у сезони 2015/16. Након тога кратко се задржао у руском клубу Химки. Дана 21. јануара 2017. потписао је за клуб Цеље у словеначкој Првој лиги.
У јуну 2017. године поново се вратио у бањалучки Борац, а потписао је уговор на једну годину. Није имао велику минутажу у Борцу и био је незадовољан својим статусом, па је почетком 2018. прешао у редове Крупе. У сезони 2018/19. играо је за малтешку екипу Флоријана, а крајем јуна 2019. по четврти пут је заиграо за екипу Копра.

## Репрезентација
Галешић је наступао за млађе селекције Босне и Херцеговине. Играо је за репрезентације БиХ до 19 година и до 21 године.

## Трофеји
Шериф Тираспољ
- Првенство Молдавије: 2015/16.